# Río Ayampe
Der Río Ayampe ist ein 63 km langer Zufluss des Pazifischen Ozeans in West-Ecuador in den Provinzen Manabí und Santa Elena. 
Der Río Ayampe entspringt in der Cordillera de Chongón am Cerro de Sombrero (deutsch etwa: „Huthügel“) auf einer Höhe von etwa 700 m. Er fließt zunächst Richtung Norden und wendet seinen Lauf bei Erreichen des Breitengrades 1°40' nach Westen. Nach Aufnahme einer Reihe linker und rechter Nebenflüsse, zumeist auf der südlichen, der Manabíseite der Provinzgrenze, mündet er unterhalb des Dorfes Guale bei der nach ihm benannten, 300 Einwohner zählenden Ortschaft Ayampe in den Pazifischen Ozean. Das etwa 550 km² große Einzugsgebiet wird im Südwesten von der Cordillera de Chongón begrenzt. Die ersten 23 Kilometer im Gebirge bis zu Aufnahme der Wasser des Zuflusses Vuelta Larga ist der Río Ayampe ein reißendes Gewässer. Im bewaldeten Hügelland des Mittellaufs, ohne tiefe Taleinschnitte, verlangsamt sich die Strömung und im letzten Drittel in der Küstenebene mäandriert der Fluss.
Die Wasserführung des Río Ayampe hat in den letzten Jahren beträchtlich abgenommen, bis zu einer Gefährdung der Trinkwasserversorgung in Städten und Dörfern der Küstenebene. Maßgeblich dafür ist, neben Straßenbaunahmen (Sand- und Kiesentnahmen) für die Ruta del Sol, ein Teilstück der Panamericana, die bedrohlich fortschreitende Entwaldung durch teilweise illegale Abholzungen der Forstindustrie in weiten Uferbereichen. Die Provinzregierungen sind des Problems bislang auch mit der Verhängung von Strafgeldern nicht Herr geworden.